# Silvalde
Silvalde é uma vila portuguesa sede da Freguesia de Silvalde do Município de Espinho, freguesia com 5,46 km² de área e 6108 habitantes (censo de 2021), tendo, assim, uma densidade populacional de 1 118,7 hab./km².
A povoação de Silvalde foi elevada à categoria de vila em 1 de julho de 2003.

## Geografia
O território de Silvalde confronta com as seguintes freguesias: Paramos, Anta, Esmojães e Espinho (todas no município de Espinho) e com São Paio de Oleiros (município de Santa Maria da Feira).

## Demografia
Nota: Nos anos de 1864 a 1920 fazia parte do concelho da Feira, sendo transferido para o de Espinho pelo decreto nº 12.457, de 11 de outubro de 1926.
A população registada nos censos foi:
| Distribuição da População por Grupos Etários | Distribuição da População por Grupos Etários | Distribuição da População por Grupos Etários | Distribuição da População por Grupos Etários | Distribuição da População por Grupos Etários |
| -------------------------------------------- | -------------------------------------------- | -------------------------------------------- | -------------------------------------------- | -------------------------------------------- |
| Ano                                          | 0-14 Anos                                    | 15-24 Anos                                   | 25-64 Anos                                   | > 65 Anos                                    |
| 2001                                         | 1299                                         | 1124                                         | 4152                                         | 965                                          |
| 2011                                         | 865                                          | 795                                          | 3742                                         | 1271                                         |
| 2021                                         | 665                                          | 603                                          | 3203                                         | 1637                                         |

## Praia de Silvalde
Areal extenso e com boas ondas para o surf, situado no extremo sul da área urbana de Espinho, numa zona mais pobre da cidade. Envolvente urbanística pouco atraente.

## Património
- Igreja de São Tiago de Silvalde
- Capelas da Senhora da Boa Hora, de Nossa Senhora do Mar, de Nossa Senhora dos Aflitos, de Santa Cruz e de Nossa Senhora das Dores
- Cruzeiro paroquial
- Via-sacra
- Capela do Calvário
- Praia de Silvalde
- Achado romano